# Dubbele bevruchting

Morfologische onderdelen van een bloem

De dubbele bevruchting is een complex bevruchtingsproces dat voorkomt bij bedektzadige planten (Angiospermae). Tijdens de dubbele bevruchting wordt de embryozak (vrouwelijke gametofyt, mega- of macrogametofyt) bevrucht door twee mannelijke gameten (spermacelkernen). Eén spermakern versmelt met de kern eicel om een diploïde zygote te vormen, en de andere spermacel bevrucht de secundaire embryozakkern van de macrogametofyt om uiteindelijk een triploïd secundair endosperm te vormen.
Er zijn aanwijzingen dat de dubbele bevruchting al bestond bij Gnetales, een groep van primitieve zaadplanten die niet tot de bloemplanten behoren.
Uit onderzoek aan de modelplant zandraket (Arabidopsis thaliana) is het migratieproces van de mannelijke kernen naar de eicel gedocumenteerd met behulp van in vivo-microscopie. Sommige van de genen die betrokken zijn bij het migratie- en fusieproces zijn ook bekend.

## Verloop
Bij bedektzadigen bevindt zich in het vruchtbeginsel een of meer zaadknoppen. In een zaadknop wordt een embryozak (nucellus) bedekt en beschermd door integumenten. Een in de embryozak aanwezige embryozakmoedercel deelt zich meiotisch (reductiedeling) en levert onder andere een primair endosperm (reservevoedsel), een eicel en twee polaire celkernen op. 
Een pollenkorrel landt op de stamper van een bloem. Een pollenkorrel is een microprothallium binnen de sporewand. Na verloop van tijd ontkiemt de pollenkorrel en vormt een pollenbuis. De pollenbuis groeit door de stijl naar het vruchtbeginsel. De pollenbuis dringt bij een van de begeleidende cellen (synergiden) naar binnen en brengt twee mannelijke gameetkernen in de embryozak. Dit type bevruchting wordt sifonogamie genoemd.
Bij de nu volgende bevruchting worden de eicel bevrucht door een mannelijke gameet waarbij een diploïde zygote wordt gevormd. Eveneens vindt bevruchting plaats van de diploïde kern die is ontstaan door versmelten van de twee poolkernen, zodat daaruit het triploïde secundaire endosperm kan groeien.

## Gedetailleerd schema
| Bloeiwijze - ♀ bloem - 1 of meer stampers - 1 of meer vruchtbeginsels - zaadknoppen, ovula - 1-2 integumenten met micropyle - nucellus, macrosporangium - perisperm - macrosporemoedercel, embryozakmoedercel meiose R! - primair endosperm (1n, haploïde) - macrosporetetrade - 3 macrosporen † - 1 functionele macrospore, embryozak - macroprothallium (♀ gametofyt) - 3 antipoden, - 2 synergiden - eicel of eikern (← ♂ gameetkern) bevruchting B!, sifonogamie - zygote (2n, diploïde) - embryo → kiempje - kiemdrager - worteltje - spruit, met 2 zaadlobben - 2 polaire celkernen - secundaire embryozakkern (2n) (← ♂ gameetkern) dubbele bevruchting - secundair endosperm (3n, triploïde) |
| - ♂ bloem - meerdere meeldraden - helmdraad - helmknop - helmbindsel - 2 helmhokken - 2 pollenzakken, anthere, microsporangia - pollenmoedercel, microsporemoedercel meiose R! - microspore, pollenkorrel - stuifmeelkorrel, pollenkorrel - vegetatieve kern of cel - spermatogene / generatieve kern of cel - 2 gameetkernen → |
| Verklaring kleur: opslagplaats voor reservestoffen |